# Когане-Мару
Когане-Мару — транспортне судно, яке під час Другої світової війни брало участь у операціях японських збройних сил на Тихому океані. 
Судно спорудили в 1938 році на верфі Harima Shipbuilding and Engineering у Айой для компанії Nippon Kaiun. 
У 1942-му «Когане-Мару» реквізували для потреб Імперської армії Японії. Є відомості, що воно отримало захисне озброєння з однієї 76-мм гармати та одного 7,7-мм кулемета.
9 жовтня 1943-го «Когане-Мару» разом зі ще одним транспортом перебувало у морі Банда за пів сотні кілометрів на захід від Амбону, де їх перехопив американський підводний човен USS Rasher. Субмарина влаштувала погоню та на світанку дала залп із 6 торпед, дві з яких уразили «Когане-Мару», яке швидко затонуло.